# Chastel-Arnaud
Chastel-Arnaud è un comune francese di 50 abitanti situato nel dipartimento della Drôme della regione dell'Alvernia-Rodano-Alpi.

## Società

### Evoluzione demografica
Abitanti censiti